# Jimmy Neutron's Atomic Flyer
De Jimmy Neutron's Atomic Flyer is een omgekeerde familie achtbaan in het Duitse attractiepark Movie Park Germany. Jimmy Neutron's Atomic Flyer is geopend in maart 2007, gebouwd door de Nederlandse achtbaanbouwer Vekoma en ligt in het themagebied Nickland. De minimale lengte om in de Jimmy Neutron's Atomic Flyer te mogen is 130 centimeter. Tussen de 95 en 130 centimeter is het betreden van de Jimmy Neutron's Atomic Flyer alleen toegestaan onder begeleiding van een volwassene.

## Algemene informatie
De Jimmy Neutron's Atomic Flyer is een omgekeerde achtbaan met een baanlengte van 294 meter en een hoogte van 13 meter.
Lijst van attracties in Movie Park Germany · Police Academy Stunt Show · afbeeldingen
Huidige attracties: Avatar Air Glider ·
Backyardigans Mission to Mars · The Bandit · Bermuda Triangle - Alien Encounter · Crazy Surfer · Dora's Big River Adventure · Fairy World Spin ·
Ghost Chasers · Jimmy Neutron's Atomic Flyer · MP Xpress · Excalibur - Secrets of the Dark Forest · NYC Transformer · Roxy · Side Kick · SpongeBob Splash Bash · Star Trek: Operation Enterprise · The High Fall · The Lost Temple · Time Riders · Van Helsing's Factory
Voormalige attracties: Batman Adventure · Cop Car Chase · Danny Phantom Ghost Zone · Gremlins Invasion · Ice Age Adventure · Josie's Bath House · Looney Tunes Adventure · Studio Tour · Unendliche Geschichte · Mystery River
Themagebieden: Federation Plaza · Hollywood Street Set · Nickland · Santa Monica Pier · Streets of New York · The Old West